# أليشع
أليشع (بالعبرية: אֱלִישָׁע) (باليونانية: Ἐλισ[σ]αῖος) بمعني الله خلاصي وهو نبي وصاحب معجزات حسب الكتب العبرية المقدسة والعهد القديم. وقد ذكر أيضًا في العهد الجديد والقرآن. يعتبر أليشع شخصية مقدسة باعتباره نبيًا في اليهودية والمسيحية والإسلام كما وذكر في كتابات الديانة البهائية.
وحسب الديانة اليهودية والمسيحية ولد أليشع في آبل محولة وأمضى جزء من حياته على جبل الكرمل، ثم استقر في السامرة، شغل منصب مستشار لملوك يهوذا من الملك الثالث وحتى الثامن بالفترة بين (892 ق.م - 832 ق.م)، وأخيرًا اعتبر بمثابة "النبي في إسرائيل". يُلقب بالوطني بسبب مساعدته للجنود والملوك.
في الرواية التوراتية هو من أتباع وتلاميذ النبي إيليا، وبعد أن صعد إيليا في العاصفة، حصل أليشع على نصيب مضاعف من قوته وتم قبوله كزعيم لأبناء الأنبياء. ثم استطاع أليشع بمضاعفة عدد المعجزات التي قام بها إيليا.